# Michel Probst
Pour les articles homonymes, voir Probst.
Michel Probst, né le 21 avril 1960, est une personnalité politique suisse, membre du Parti libéral-radical.

## Biographie
Instituteur de formation, il est tout d'abord élu maire de la commune de Coeuve puis député au Parlement du canton du Jura, mais il quitte cette fonction en 2005 en raison, selon lui, des nombreux conflits dans cette assemblée.
Le 22 décembre 2006, il est élu membre du gouvernement et prend en charge le département de l'économie, de la coopération et des communes à partir du 1er janvier 2007. Il est président du gouvernement en 2009 et 2013. Il ne se représente pas aux élections de novembre 2015 et quitte le gouvernement le 31 décembre suivant.